# Souain-Perthes-lès-Hurlus
Souain-Perthes-lès-Hurlus é uma comuna francesa na região administrativa do Grande Leste, no departamento de Marne. Estende-se por uma área de 53.12 km², e possui 240 habitantes, segundo o censo de 2018, com uma densidade de 4.5 hab/km².